# 小田原三の丸ホール
小田原三の丸ホール（おだわらさんのまるホール）は、神奈川県小田原市にある多目的ホール。正式名称は小田原市民ホール（おだわらしみんホール）。
2021年（令和3年）9月5日開館。小田原市民会館の後継施設。

## 構成
建物の構成は以下の通り。
- ホール
  - 大ホール（1105席）
  - 小ホール（296席）
- 展示室・ギャラリー
  - 展示室
  - ギャラリー回廊
- スタジオ・練習室
  - スタジオ
  - 練習室
- その他
  - エントランス
  - オープンロビー
  - フリースペース
  - 窓口受付
  - キッズスペース
  - 寄席囲い（大・小ホールの舞台上に江戸の寄席風の舞台を設営できる大道具。金井大道具が手掛けた。落語会などの時に用いられる）[5][6]

## 隣接施設
- 小田原城址公園（小田原城）
- 小田原市観光交流センター